# Fédération anarchiste de Rio de Janeiro (Brésil)
La Fédération anarchiste de Rio de Janeiro (FARJ) est une organisation anarchiste brésilienne opérant principalement dans l'État de Rio de Janeiro et membre fondateur de la Coordination anarchiste brésilienne.
La FARJ, avec la Fédération Anarchiste Uruguayenne, la Fédération Anarchiste de la Rose Noire, le Front Communiste Anarchiste Zabalaza et la Fédération Anarchiste Gaucho, est l'un des grands représentants de l'anarchisme Especifista au niveau international.

## Historique
La FARJ a été fondée par des participants à des cercles de débat de l' Université Fédérale de Fluminense en 2002, spécifiquement sur la question organisationnelle de l'anarchisme et la perspective spécifique de la Fédération Anarchiste Uruguayenne. En 2003, l'organisation est officiellement créée avec la publication de son manifeste fondateur. La FARJ se positionne alors dans l'héritage politique et idéologique de la Fédération des travailleurs de Rio de Janeiro - et spécifiquement le militantisme d'Idéal Peres - était revendiqué et se pose la question centrale de la création d’une organisation anarchiste spécifique.
La FARJ a joué un rôle central dans la fondation du Forum de l'anarchisme organisé, (centre de débat pour les groupes spécifiques brésiliens) en 2002 et, plus tard, de la Coordination anarchiste brésilienne en 2012,.

## Action

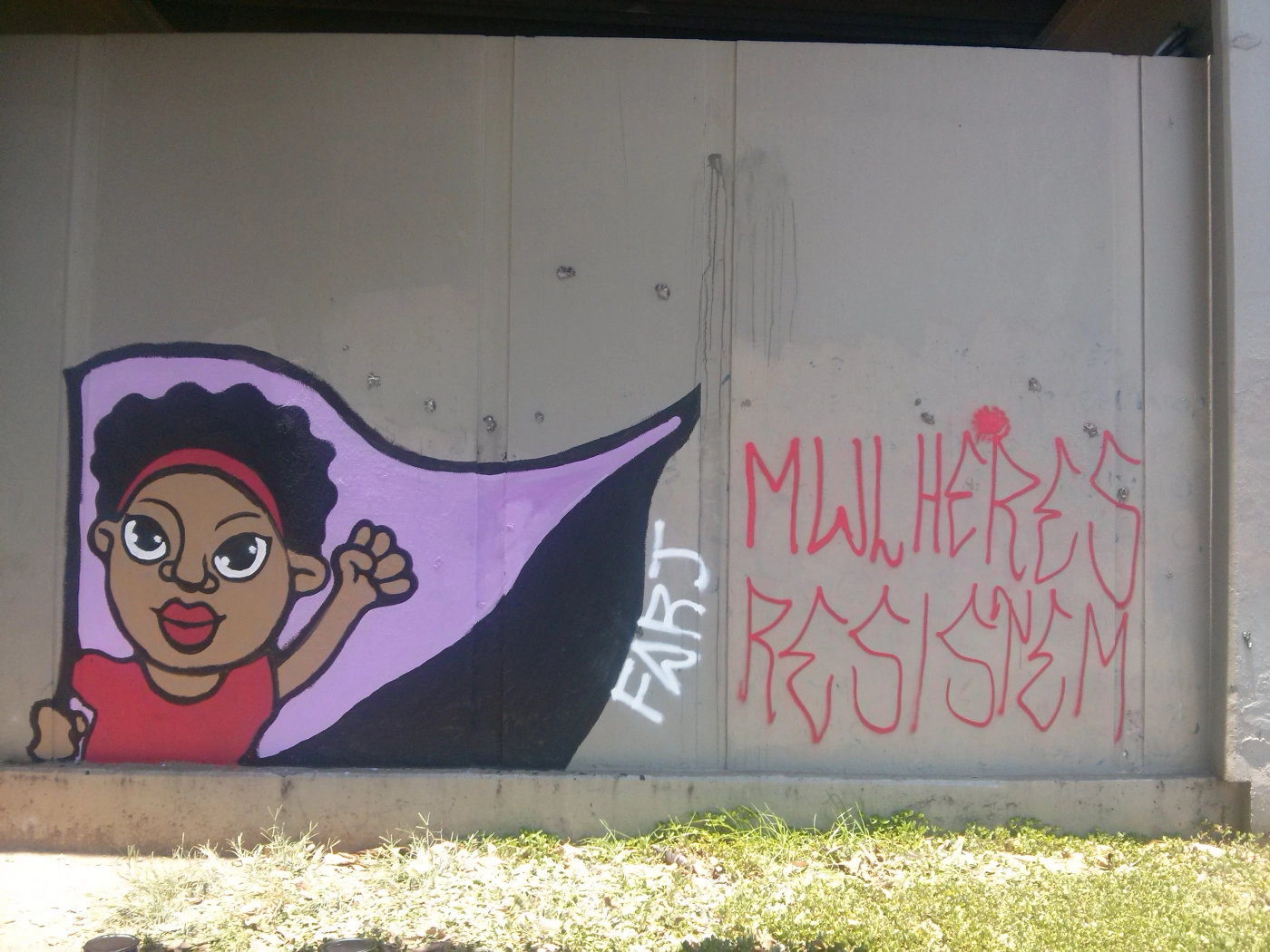
Peinture murale réalisée par des militants de la FARJ

Il existe trois fronts principaux à partir desquels la FARJ opère dans les mouvements sociaux:
- Le Front Communautaire, concentré dans le quartier de Vila Isabel et impliqué dans la création de solidarité communautaire[9] ;
- Le Front des mouvements sociaux urbains (FMSU, anciennement appelé Front des occupations), une organisation impliquée dans les occupations et dans la fondation du Front internationaliste des sans-abri (FIST) en 2005 ;
- Le Front de lutte paysanne (FLC)[10], auparavant appelé Front de l'anarchisme et de la nature, s'implique dans l'activisme agroécologique dans une perspective de lutte des classes, travaillant souvent en collaboration avec le Mouvement des travailleurs ruraux sans terre et la Commission pastorale de la Terre (CPT)[11].

La FARJ opère sur ces fronts sur la base des concepts spécifiques de travail social et d'insertion sociale, sur la base desquels l'organisation anarchiste doit agir au centre de la lutte des classes et influencer de manière non coercitive l'organisation des mouvements sociaux dans une perspective libertaire, travailler, par exemple, avec le concept d'autogestion.
La fédération publie le journal Libera, disponible au format PDF sur son site Internet.